# Chaussée romaine de Bavay à Cologne

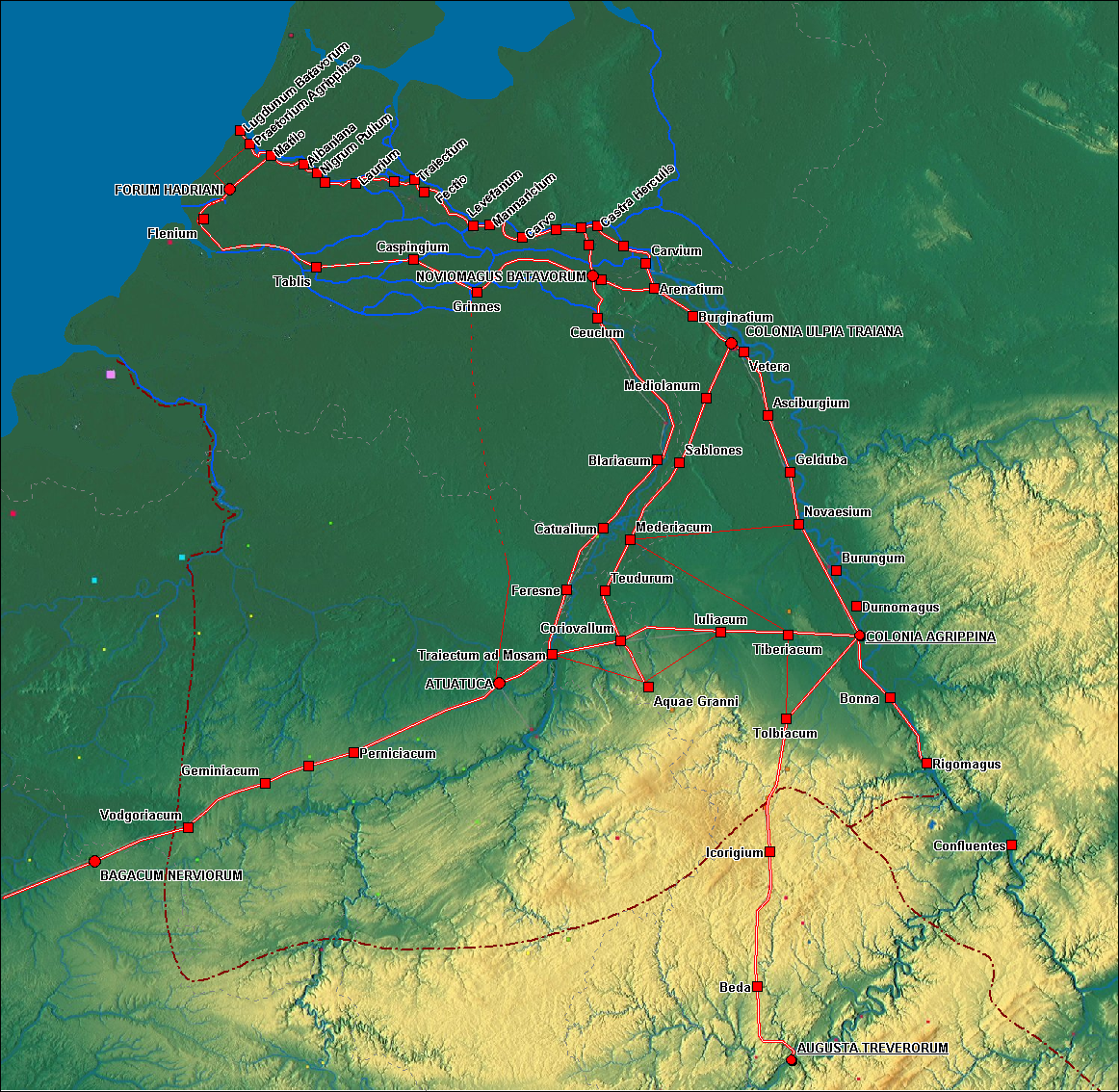
Chaussées romaines - Germanie inférieure

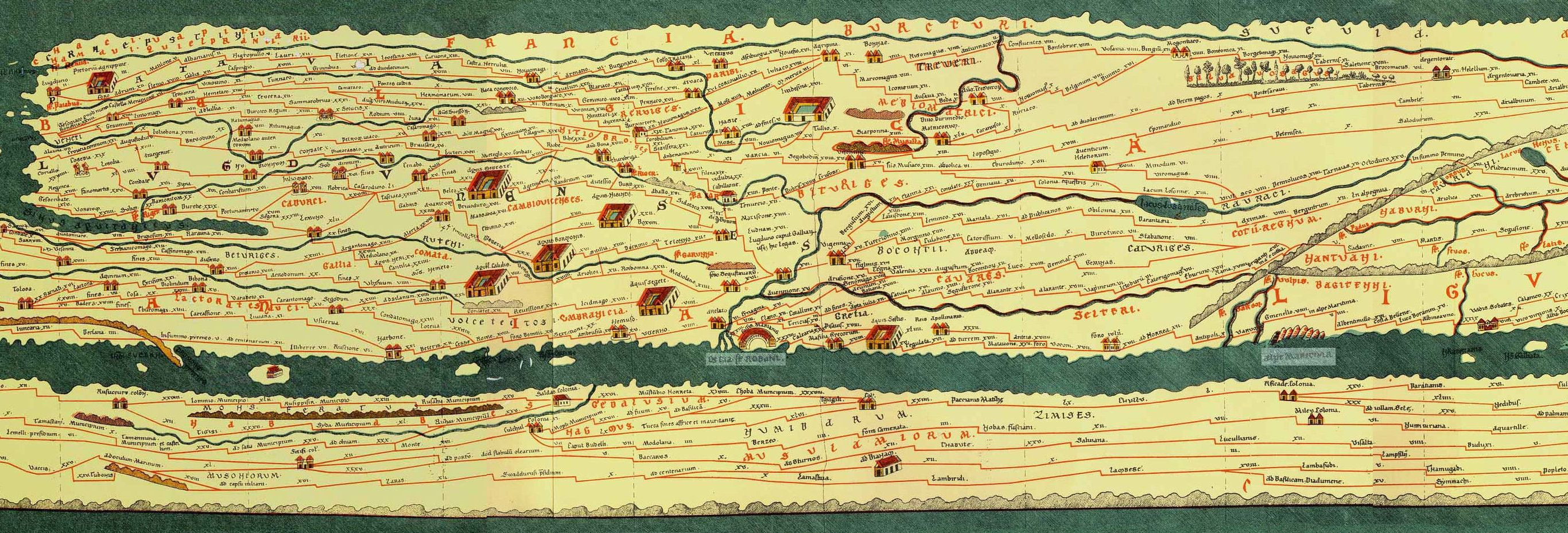
Partie de la table de Peutinger montrant les voies romaines sur le territoire actuel de la France, la Belgique et l'Allemagne

La chaussée de Bavay à Cologne est une voie romaine reliant Bavay, capitale des Nerviens (Bagacum Nervorum), à Cologne, capitale de la Germanie inférieure (Colonia Claudia Ara Agrippinensium) en passant par Tongres (Atuatuca Tungrorum). C’est aussi une des sept Chaussées Brunehaut rayonnant autour de Bavay. À Cologne elle est appelée Via Agrippinensis et plus récemment par les archéologues allemands Via Belgica,.

## Topographie

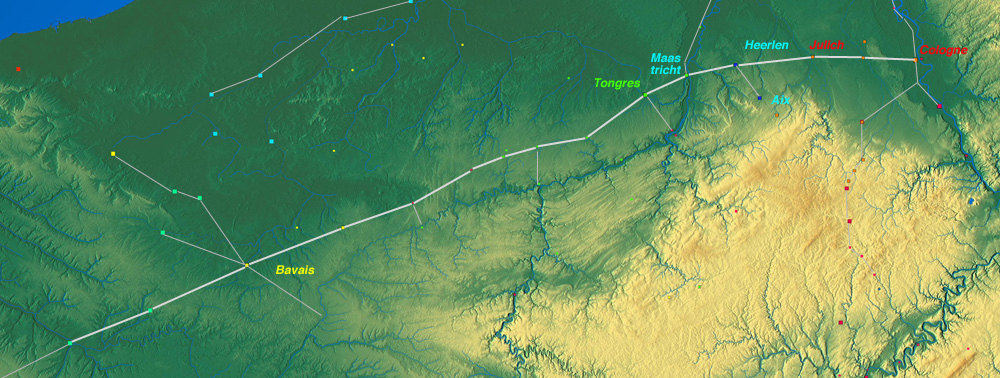
Topographie de la chaussée romaine de Bagacum Nervorum aux Limes et Colonia Claudia Ara Agrippinensium

## Fortune critique
Tout au long de la période moderne, la voie romaine est utilisée tant par les voyageurs que par les marchands et elle marque encore durablement le paysage de son empreinte. À l'instar d'autres vestiges antiques monumentaux tels que le Mur d'Hadrien, elle va considérablement intriguer les intellectuels et les voyageurs qui la parcourent : ceux-ci vont très rapidement se poser des questions quant à ses origines et émettre différentes hypothèses à ce sujet.

## Patrimoine mondial
Ce tronçon suit actuellement la procédure qui devrait le reconnaître Patrimoine mondial de l'UNESCO, et sauver pour les générations à venir le plus grand, et l’un des plus anciens vestiges en Belgique des premières civilisations en Europe. Symbole d’union, cette voie remplit depuis l’antiquité sa mission d’échanges et de communications.

## Les itinéraires de la Via Agrippinensis

### Analyse comparée
L’histoire et l’archéologie confirment l’existence de cette voie de communication dès l’époque gallo-romaine. Elle est décrite de façon relativement concordante par la table de Peutinger et par les itinéraires d’Antonin.

### L’identification des étapes
L’identification des étapes des itinéraires antiques se fit progressivement. Les cités principales étant facilement identifiables, seuls les relais et vicus de moindre importance furent objets de débats. C’est l’archéologie au xxe siècle seulement qui tranchera ces questions.
- Bagacum, Bavay n’a jamais posé aucun problème.
- vogo Dorgiacum ou Vogdoriacum est resté longtemps une énigme. Au XIXe siècle encore, Fortia d’Urbain l’identifie avec Givry, et il fallut attendre la seconde moitié du XXe siècle, et les travaux du Service National des Fouilles pour que le vicus de Waudrez soit clairement reconnu. Depuis 1976, les origines et le devenir de ce relais gallo-romain sont présentés par une équipe dynamique dans un musée situé sur le site même[6].
- Geminiacum avait d’abord été rapporté à Gembloux[7]. Les sites de Liberchies, Brunehaut et Villers-Perwin (Les Bons Villers), repérés dès le milieu du XIXe siècle, et fouillés systématiquement depuis 1956 seulement, sont aujourd’hui reconnus comme les vestiges de Geminiacum.
- Pernacum ou Perniciacum était traditionnellement identifié avec Perwez par un hypothétique *Perviacum. Les archéologues trancheront en faveur de Braives où un vicus assez important fut mis au jour de part et d’autre de la chaussée romaine.
- Atuatuca Tungrorum est bien sûr Tongres, mais ce n'est pas la forteresse d’Aduatuca de la guerre des Gaules dont la description s’accorde mal au paysage local, et ce d'autant plus que Tongres ne fut fondée que plus tard.
- Coriovallum ne sera identifié que tardivement avec Heerlen. Quelques hauts lieux historiques avaient été suggérés, tel Fauquemont et Rolduc. Ce sont encore les fouilles archéologiques du XXe siècle qui apporteront la solution.
- Juliacum et Juliers sont indissociables, d’autant que la voie romaine y parvenant depuis Cologne est restée le grand axe routier jusqu’au XIXe siècle.
- Tiberiacum a toujours été identifié avec Bergheim. « C’est aujourd’hui Bertheim, qui conserve en quelque sorte son ancien nom, dont il a perdu la première syllabe. » lit-on dans l’Encyclopédie de Diderot et d'Alembert. Depuis, les progrès de la linguistique permettent de reconnaitre Zieverich (situé à moins d’un kilomètre de Bertheim) comme une évolution normale du nom Tiberiacum.
- Colonia Agrippina et Cologne, sont indissociables dans l’histoire.

En sens inverse, certains (par exemple la Wikipédia en néerlandais, l'UNESCO) ont voulu placer à Boulogne-sur-Mer le terminus a quo de cette voie romaine, mais cela implique un très net changement de direction à Cambrai. Un tracé plus rectiligne (et attesté) serait Bavay – Cambrai – Bapaume – Albert – Amiens – Poix-de-Picardie – Abancourt – Gaillefontaine – Forges-les-Eaux – Mauquenchy – Quincampoix – Rouen. La liste qui précède ne suppose pas que ces lieux étaient tous déjà habités à l'époque romaine ou gauloise, mais seulement qu'une voie romaine, prolongement de la via Agrippinensis, y passait.

## De laCivitasdes Nerviens à celle des Ubiens...
Description du parcours
Bavay est à 235 kilomètres de Cologne à vol d’oiseau. Cette longue voie antique de communication peut être objectivement subdivisée en plusieurs tronçons. À mi-parcours, se trouve Tongres, capitale de la tribu du même nom et futur évêché. L’axe routier partant de Bavay prend clairement la direction de Tongres, pas de Cologne. Seule la première moitié du parcours de Bavay vers Tongres est rectiligne, et après Tongres jusque Maastricht. De même, seule une grosse moitié du parcours de Cologne vers Tongres est tracée d’un seul trait: de Cologne à Juliers. Entre les deux, les Romains évitaient systématiquement les marécages et prenaient les crêtes.
Architecture
Divers sondages archéologiques ont mis en évidence l'architecture d'une voie romaine. L'assise de la route comporte deux ou plusieurs couches de matériaux locaux, disposés sur un sol nivelé; les produits fins et compacts à la base sont recouverts d'une couche de pierres ou de pierrailles. Le revêtement est le plus souvent un empierrement bien tassé plutôt qu'un beau pavement. Les recharges sont plutôt rares. Le drainage est assuré par le profil bombé de l’ouvrage et parfois par un ou deux fossés.
Une attention toute particulière a été portée à son implantation. Des fossés latéraux, tracés à 20 m de l'axe central, lui-même marqué au sol par une rigole, délimitent l'emprise initiale du terrain public.

### Civitas Bagacum Nerviorum
Bagacum Nerviorum dans l'antiquité, est la capitale d'une civitas romaine implantée entre 19 et 15 av. J.-C.
Sept voies reliaient ce chef-lieu du peuple des Nerviens aux capitales des cités des peuples voisins permettant aux Romains une intervention rapide.
En 4 av. J.-C. on érige un monument sur le forum, pour commémorer le passage de Tibère qui semble avoir donné une impulsion notable à l'extension de la ville.
Des potiers de la cité et des alentours exportent dans tout le nord-est de la Gaule et en Bretagne des mortiers à pâte claire dès le Ier siècle. Un vase planétaire découvert à la villa de Jupille-sur-Meuse sur la Voie des Ardennes et exposé au Grand Curtius de Liège en est un exemple.
Les ultimes témoignages d'une occupation dans le forum ne vont pas au-delà des années 430 à 450.
De nos jours, Bavay est une petite ville de 4 000 habitants située entre Valenciennes et Maubeuge.

#### De Bavay à Binche
À neuf kilomètres de Bavay, la route atteint la frontière belge et accuse à cet endroit précis un angle relativement important de cinq degrés. La route coupe l’ancienne commune de Gognies-Chaussée et se confond avec la frontière franco-belge. Le 28 mars 1820 par le traité des Limites signé à Courtrai, Gognies-Chaussée est partagé en deux entre la France et la Hollande, puis la Belgique. Aujourd’hui, la commune conserve encore ce statut particulier et les financements et travaux de l’église sont assumés aux deux tiers par la France et à un tiers par la Belgique sur cinq kilomètres, avant d’entrer définitivement en Belgique (N563),.

##### Communes
1. France
  1. Bavay : « Rue Eugène Mascart » / D932 →
  2. Taisnières-sur-Hon : « Voie communale Brunehaut » / D932 →
  3. La Longueville : « Voie communale Brunehaut » / D932 → « Chaussée Brunehaut les Lanières » →
2. Frontière franco-belge
  1. Gognies-Chaussée (France) / Gœgnies-Chaussée (Belgique, hameau de Quévy) : « Rue de la Libération » → « Rue du Roi Albert 1er » / « Chaussée Brunehaut » →
3. Belgique
  1. Quévy (suite) « Chaussée Romaine » / N563 → « Chaussée Brunehaut » / N563 →
  2. Estinnes « Chaussée Brunehault » / N563 →

##### Vicus Vogdoriacum

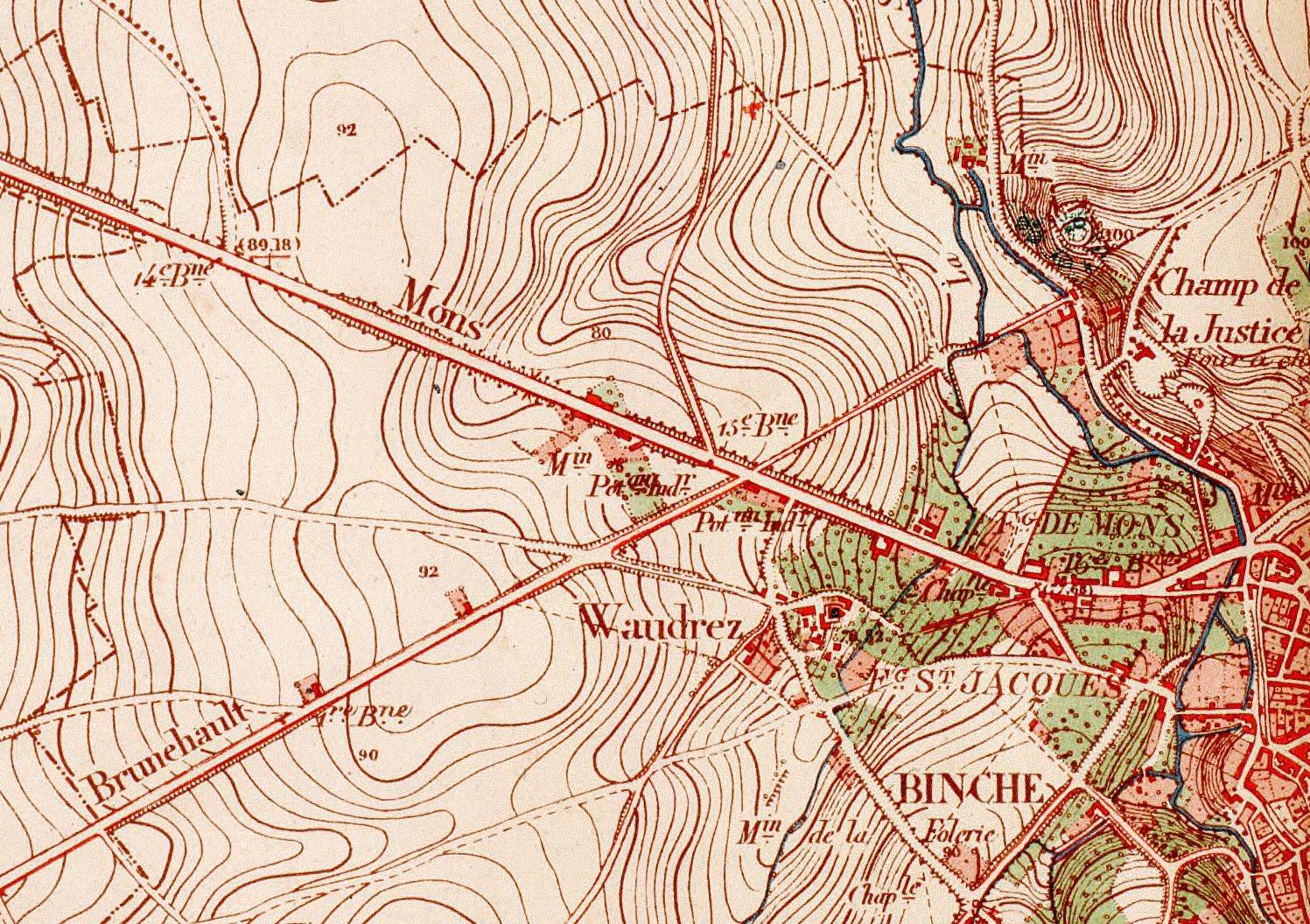
La chaussée Brunehault à Waudrez. Carte IGN (46/5) 1882.
Visualiser cette carte sur Google Earth.

À 29 kilomètres de Bavay, le vicus Vogdoriacum ou vogo Dorgiacum, est à 2 kilomètres du centre de Binche. Pendant l'époque gallo-romaine, c'est un lieu d'étape et une agglomération commerçante d'une certaine importance où se vendent les produits de l'industrie locale. Le site archéologique occupe une surface de 70 ha. Des recherches archéologiques ont mis au jour une grande habitation romaine, avec installation de bains et un puits de 3 mètres de diamètre et 14 m de profondeur. Des monnaies, des poteries, des objets en fer, en bronze, des céramiques en terre sigillée y sont également découverts.
Vogdoriacum était resté longtemps une énigme pour les historiens. Au XIXe siècle encore, Fortia d’Urbain l’identifie à Givry, mais d'autres spécialistes avaient reconnu dès 1858 le village de Waudrez sous ce nom. Cette étymologie sera confirmée dans la seconde moitié du XXe siècle par les travaux du Service National des Fouilles établissant le vicus avec Waudrez. Depuis 1976, les origines et le devenir de ce relais gallo-romain sont présentés dans un musée situé sur le site même.
Une borne milliaire de l’époque d’Antonin (IIe siècle apr. J.-C.), découverte à Péronnes-lez-Binche indique que l'on se trouve à 22 milles romains de Bavay.

##### Fundusdes Estinnes

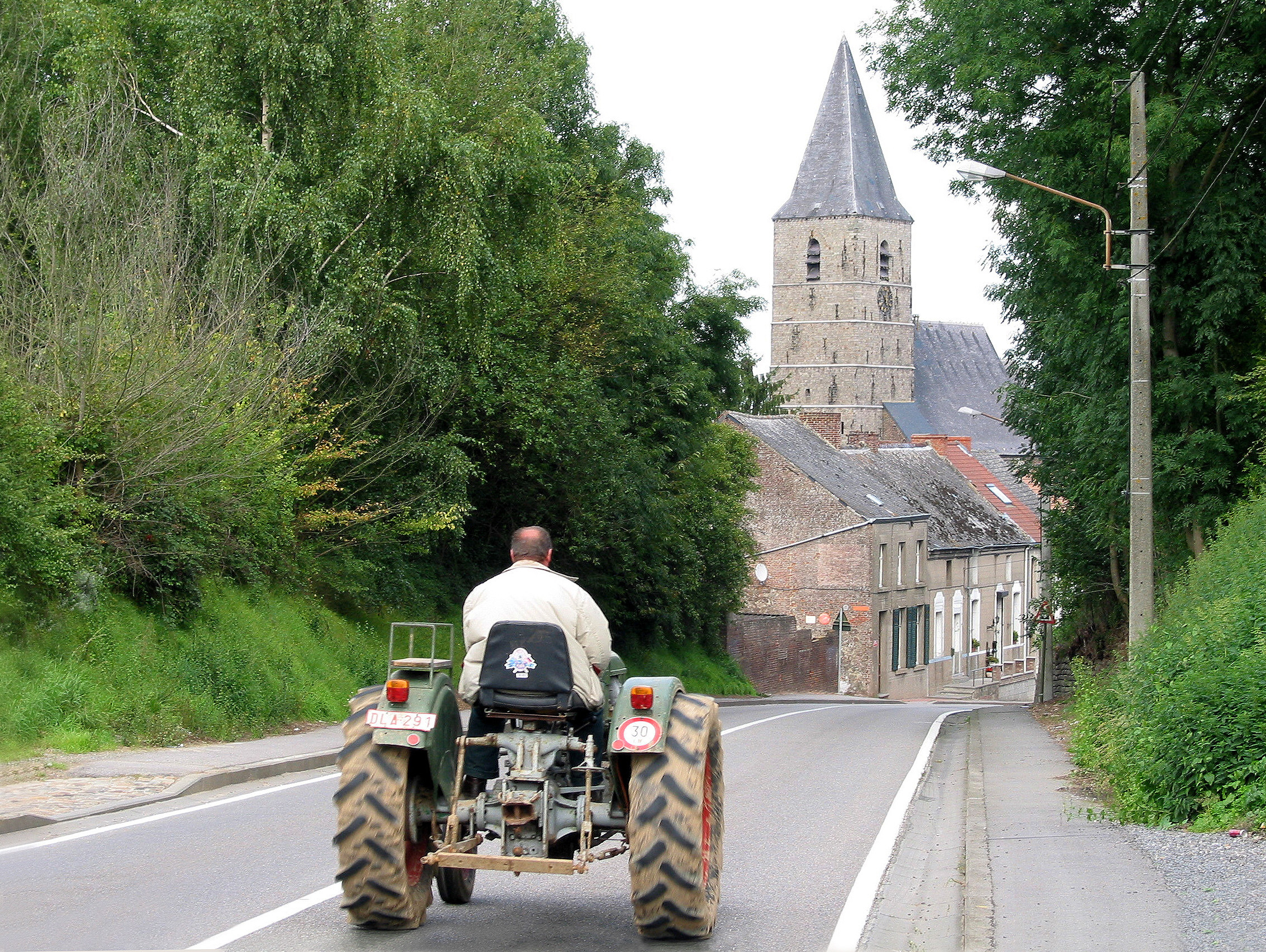
La chaussée romaine (Chaussée Brunehaut) au niveau d'Estinnes-au-Mont.

Situé pendant la période gallo-romaine entre les deux forts romains de Givry et de Morlanwelz à proximité du vicus Vogdoriacum et situé sur une partie de l'actuelle commune d'Estinnes, le fundus des Estinnes forme un réseau de routes à partir de la chaussée vers plusieurs villas, points d'eau, centres religieux éloignés ou des terres plus distantes comme Bray, les actuels Faurœulx, Peissant, Merbes-Sainte-Marie ou Merbes-le-Château. Au temps des Nerviens, peu avant l'arrivée des romains, l'endroit devient déjà un important centre de production agricole et artisanal. Du Ier siècle au IVe siècle, pendant laquelle il est continuellement en activité, le fundus des Estinnes (ou sans doute « Leptinnes ») semble couvrir plus de 2 000 hectares de terres cultivées et est composé d'une grande villa située dans l'actuelle Estinnes-au-Val le long de la voie romaine. D'autres villas plus petites, probablement dépendantes de la plus grande, existent à l'intérieur des terres. Ce fundus alimente les légions romaines voisines et constitue vraisemblablement un considérable centre commercial entre les localités voisines.

#### De Binche à Gembloux

##### Communes
1. Binche : « Chaussée d'Estinnes » / « Chaussée Brunehault » / N563 → « Chaussée Romaine » → « Mont de la Justice » → « Voie Romaine » → « Chaussée Brunehaut » → « Rue Zéphirin Fontaine » / N563 → « Chaussée Brunehault » / N563 →
2. Morlanwelz : « Rue de Cronfestu » / N563 → « Chaussée Brunehault » / N563 →
3. Chapelle-lez-Herlaimont : « Rue Haute Chaussée » → « Chaussée Romaine » →
4. Courcelles : « Rue de la Chaussée » → « Chemin de la Chaussée » → « Brunehaut » →
5. Pont-à-Celles : « Rue de la Chaussée » → (interruption) → « Chaussée Brunehault » →
6. Les Bons Villers : « Chemin du Vicus » → « Rue de la Couronne » →
7. Fleurus : « Rue de la Couronne » → « Bultot » → « Rue de Chassart » / « Chaussée Romaine »
8. Villers-la-Ville : « Chaussée Romaine » → « Rue de l'Étang » → (interruption) →
9. Sombreffe : « Chaussée Romaine » →

##### Vicus Geminiacum
Geminiacum avait d’abord été rapporté à Gembloux. Les sites de Liberchies, Brunehaut et Les Bons Villers, repérés dès le milieu du XIXe siècle, et fouillés systématiquement que depuis 1956, sont aujourd’hui reconnus comme les vestiges de Geminiacum.

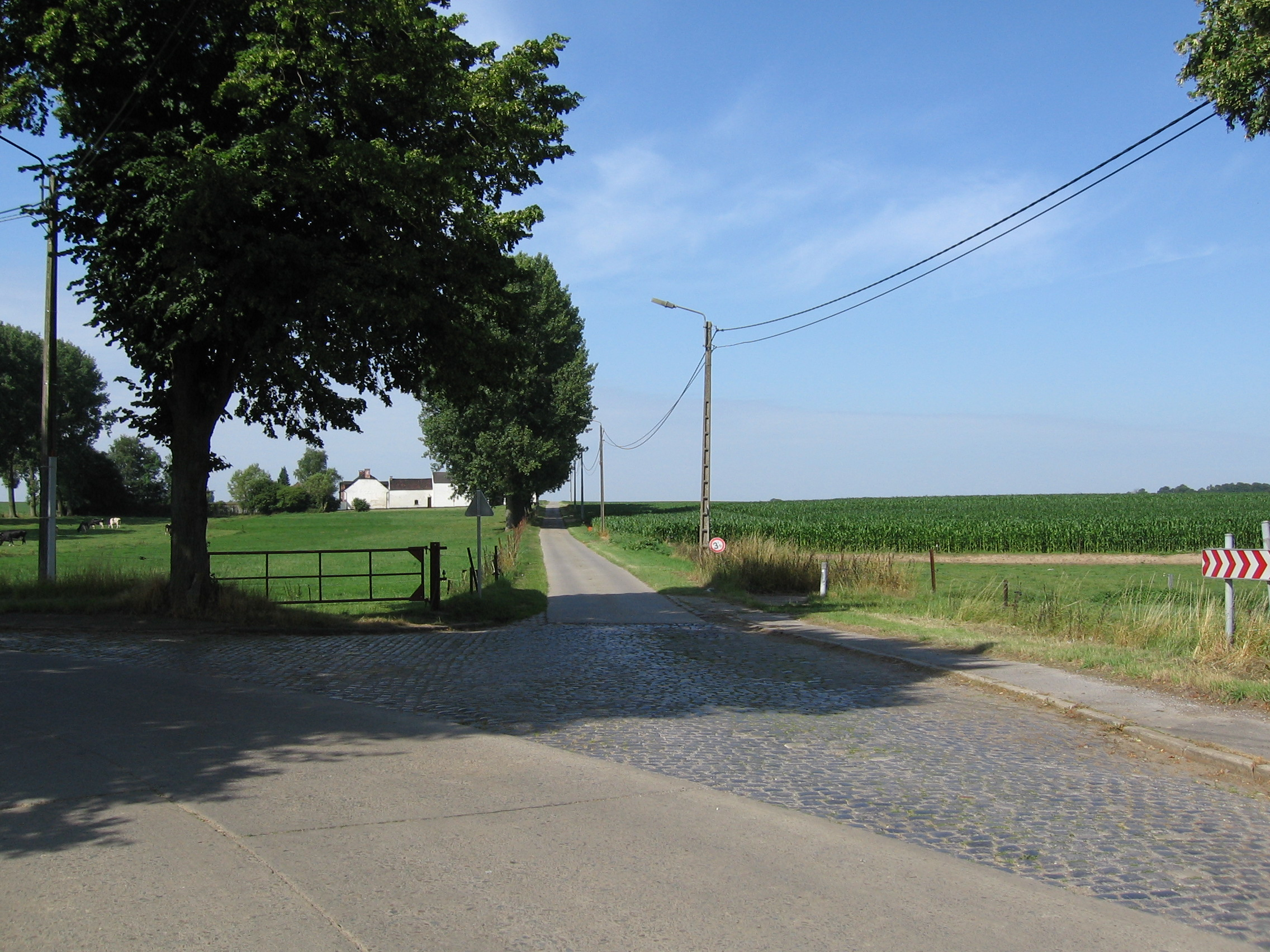
La chaussée romaine traversant la route allant de Villers-Perwin à Mellet

#### De Gembloux à Braives

##### Communes
1. Gembloux : « Rue Bertinchamps » → « Rue de Bertinchamps » →
2. Chastre : « Chaussée Romaine » →
3. Gembloux : « Chaussée Romaine » → (interruption) →
4. Perwez : (chemin sans nom) → « Rue Cinq Étoiles » → « Chaussée Romaine » → « Rue des Romains » →
5. Éghezée : « rue de la Quiétude » →
6. Ramillies : (chemin sans nom) →
7. Éghezée : « Chaussée Romaine » → (chemin sans nom) → « Rue de la Marsale » →
8. Wasseiges : (chemin sans nom) → « Chaussée » → « Chaussée Romaine » → « Rue du Soleil » → « Chaussée Romaine » →
9. Hannut : « Chaussée Romaine » / N69 →

##### VicusPerniciacum
Pernacum ou Perniciacum était traditionnellement identifié avec Perwez par un hypothétique *Perviacum. Les archéologues trancheront en faveur de Braives ou un vicus assez important fut mis au jour de part et d’autre de la chaussée romaine.
Perniciacum apparaît dès le début du Ier siècle et devient une colonie prospère en maisons de pierre. Au IIIe siècle, un petit castellum est construit avec un large mur de terre avec une palissade et entouré par un fossé en V. Autour de l'an 310, la palissade est remplacée par un mur, en raison de la fréquence des raids germaniques.

#### De Braives à Tongres
Le tracé est la chaussée actuelle entre Braives et Tongres.

##### Communes
1. Braives : « Chaussée Romaine » / N69 →
2. Geer : « Chaussée Romaine » / N69 →
3. Faimes : « Chaussée du Bois des Tombes » / N69 →
4. Waremme : « Chaussée du Bois des Tombes » / N69 → « Chaussée Romaine » / N69 →
5. Oreye : « Chaussée Romaine » / N69 →
6. Tongres : « Romeinse Kassei » / N69 → N79 → « Sint-Truiderstraat »

### Civitas Tungrorum
César évoque une place forte nommée Atuatuca ; « C'est le nom d'un fort qu'il situe presque au milieu du pays des Éburons, dans le lieu même où Titurius et Aurunculéius avaient déjà établi leurs quartiers d'hiver. César choisit cette position par divers motifs, et surtout parce que les retranchements de l'année précédente étaient entièrement conservés, ce qui devait épargner beaucoup de travail aux soldats » .
La ville devint la capitale romaine ou gallo-romaine du Civitas Tungrorum.
C'est à Tongres que via le gué de la Meuse à Jupille-sur-Meuse qu'on rejoignait, Aquis Grana et Augusta Treverorum, Aix-la-Chapelle et Trèves, les grandes villes romaines et carolingiennes par la voie des Ardennes.
Dès le IIe siècle apr. J.-C., la Civitas Tungrorum est entourée par une muraille de fortification (4 544 mètres de long et de 2 mètres d'épaisseur). Sa hauteur variait de 5 à 6 mètres selon l'endroit. Elle est bâtie avec des blocs de silex et de grès et munie de tours circulaires de 9,5 mètres. Deux fossés en forme de V sont creusés à l'extérieur de l'enceinte. Les portes s'ouvrent sur la cité par les chaussées qui la reliait aux autres cités de la région.
Au IVe siècle, une deuxième enceinte est élevée lors des invasions germaniques, pour protéger le noyau de la ville. Plus petite, elle mesure 2 680 mètres et est fortifiée d'une soixantaine de tours.

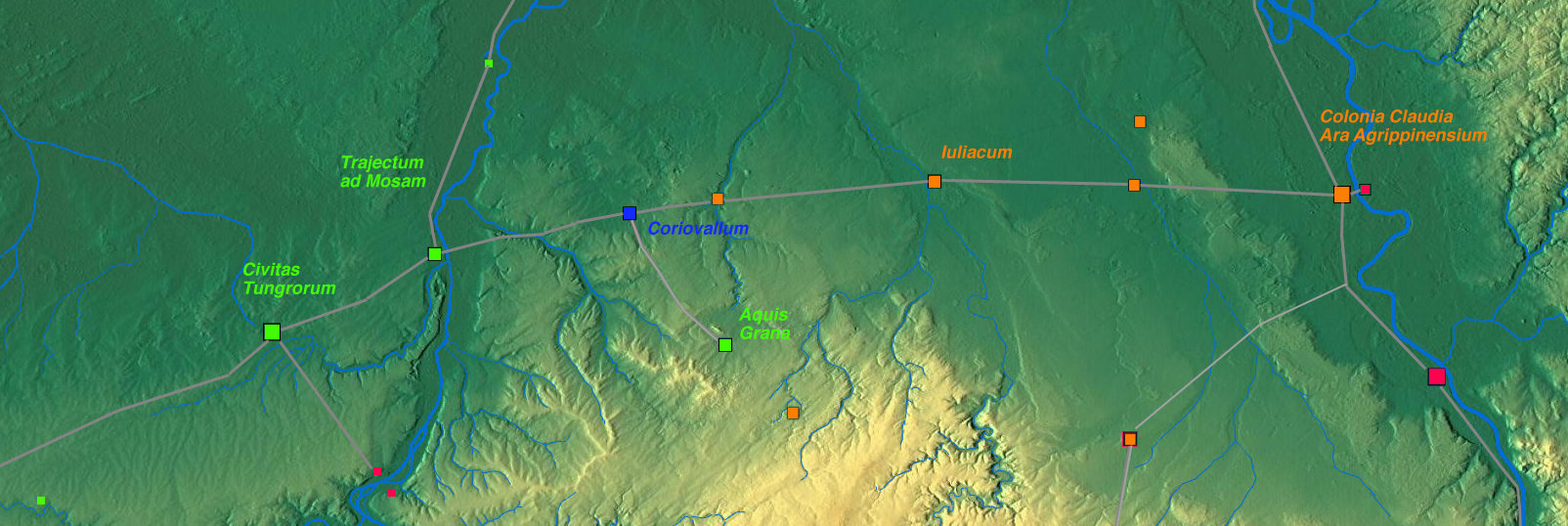
Topographie de la chaussée romaines entre les Limes et les Tongres

#### L'itinerarium
Borne kilométrique datant du IIe siècle ou du IIIe siècle. Elle indique des noms de lieux. Les distances y sont indiquées en leugae (mesure gauloise égale à 2,222 mètres). Ces bornes indiquent les routes aux carrefours à la manière de nos pancartes actuelles. Celle de Tongres concerne les trajets le long du Rhin dans la région de Champagne et dans le nord-est de la France.

#### De Tongres à Maastricht
C'est la chaussée actuelle entre Tongres et Maastricht (Tongerse Steenweg, ou Maastrichtersteenweg).

##### Communes
1. Belgique
  1. Tongres : « Maastrichterstraat » → « Stationslaan » / N79 → « Maastrichtersteenweg » / N79 →
  2. Riemst : N79 → « Sint-Maartenstraat » → « Tongersesteenweg » / N79 → « Maastrichtersteenweg » / N79 →
2. Pays-Bas
  1. Maastricht : « Tongerseweg » / N278 → « Tongersestraat » → « Bouillonstraat » → « Papenstraat » → « Vrijthof » (?) → « Platielstraat » → « Achter Het Vleeshuis » → « Kersenmarkt » → « Maastricher Brugstraat » → « Sint-Servaasbrug »

##### Vicus Trajectum ad Mosam
Maastricht : (Maas-trecht), Trajectum ad Mosam, gué sur la Meuse est un vicus de taille moyenne à l'endroit où la chaussée relie les civitas des Tungri et, celle des Ubiens, Colonia, séparées par la Mosa. Dès le IVe siècle, la ville a été fortifiée.

#### De Maastricht à Heerlen
1. Maastricht : « Sint-Servaasbrug » →
2. Wyck (lat. vicus, centre de Maastricht) : « Wycker Brugstraat » → « Stationsstraat » →
3. Amby (Maastricht) : (interruption : chemin de fer) → (?) → « Scharnerweg » → « Bergerstraat » → N590 →
4. Berg en Terblijt : « Rijksweg » / N590 →
5. Fauquemont / Valkenburg : « Rijksweg » / N590 → « Cauberg » / N590 et/ou « Trichtergrubbe » → « Muntstraat » (?) → « Grotestraat Centrum » → « Walravenstraat » (?) → « Walramplein » → « Sint-Pieterstraat » → « Hekerbeekstraat » → « Hekerbeekweg » → « Hekerweg » →
6. Klimmen : « Heek » → « Klimmenderstraat » → « Barrier » →
7. Voerendaal : « Barrier » → « Valkenburgerweg » → « Heerlerweg » →
8. Heerlen : « Valkenburgerweg » → « Geleenstraat » → « Pancratiusplein »

##### Vicus Coriovallum

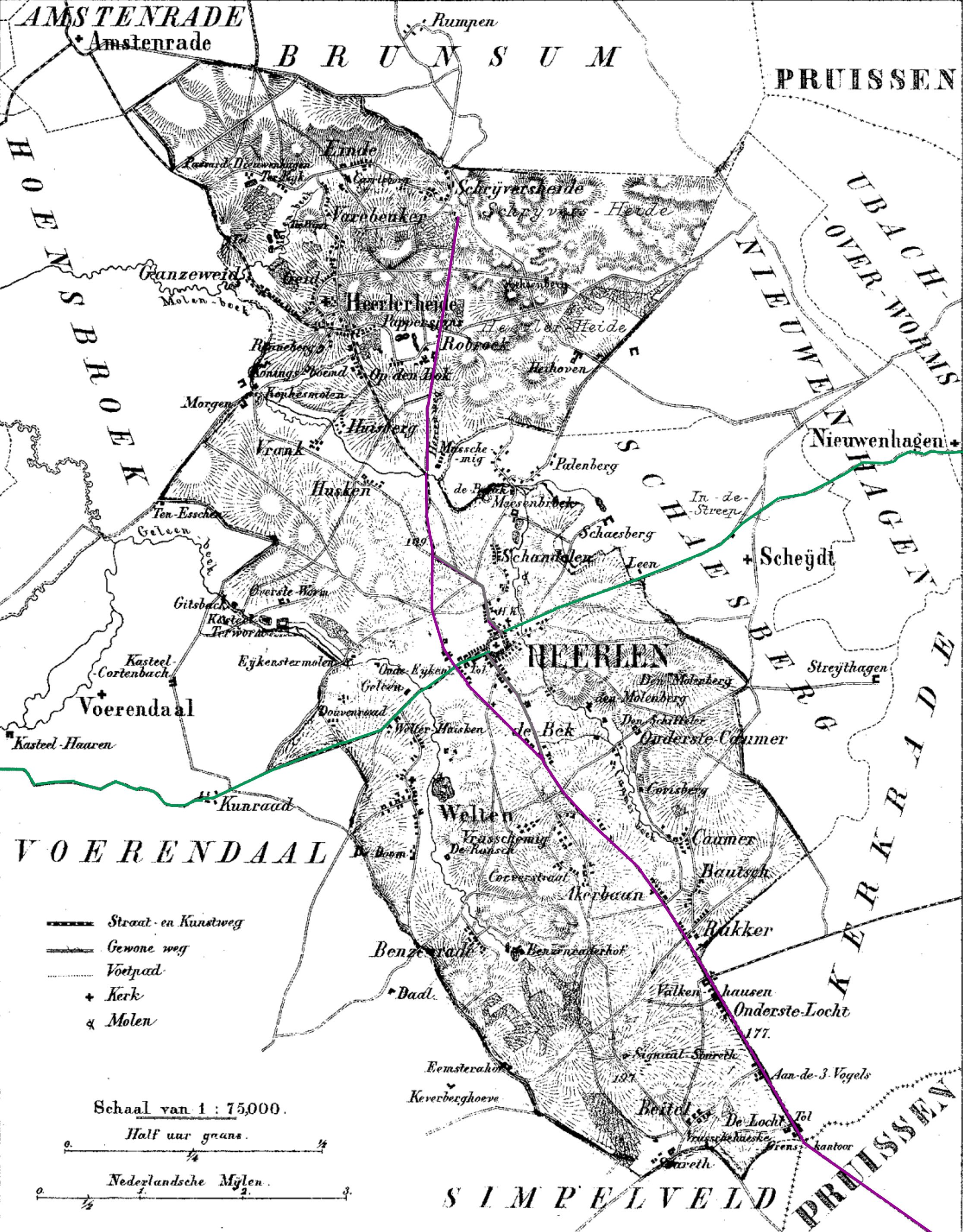
Vicus Coriovallum du. Tracé de la Via Belgica Bavay-Cologne et de la Via Treverorum de Trèves à Xanten (1866)

Coriovallum (Heerlen aux Pays-Bas) est une petite colonie romaine de l'an 5 av. J.-C., elle se développe sous l'empereur Hadrien. Les Thermes datent des années 120 jusque vers l'an 400 située dans la province romaine de Germanie inférieure. Les vestiges de thermes ont été mis au jour. On y fabriquait de la poterie. Les murs de l'église Saint-Pancrace contiennent des pierres romaines. Les vestiges de cinq villae ont été recensées.
C'est le carrefour avec la chaussée de Trèves à Xanten avec la Via Belgica.
Au coin de la rue de la Kruisstraat (vers Trèves) et Geleen straat (vers Cologne)

#### De Heerlen à Juliers
Les Thermes sont Coriovallumstraat, 32 km séparent Coriovalum de Juliacum.
1. Pays-Bas :
  1. Heerlen : « Pancratiusstraat » → « Gasthuisstraat » → « Limaweg » → « Schaesbergerweg » →
  2. Landgraaf : « Heerlenseweg » → (hypothèse 1) « Op de Heugden » → « Hereweg » → « Haanweg » → ??? // (hypothèse 2) « Pasweg » → « Kampstraat » → « Hoogstraat » → « Nieuwenhagerheidestraat » → « Maastrichterlaan » → « Maastrichterweg » →
  3. Rimburg (Landgraaf) : « Lindegracht » → « Rinckberg » → « Brugstraat » →
2. Frontière germano-néerlandaise :
  1. Traversée de la Wurm
3. Allemagne :
  1. Rimburg (Übach-Palenberg) : près de Rimburger Mühle et de Schloß Rimburg : (chemin sans nom) →
  2. Übach-Palenberg : (hypothèse 1) : (interruption) → (chemins agricoles) → « Friedenstraße » →
  3. Übach-Palenberg : (hypothèse 2) : « Bruchhausener Straße » → « Maastrichter Straße » → « Carolus-Magnus-Straße » → « Rathausplatz » → « Em Koddes » → « Talstraße » → « Quäkergracht » → « Freiheitstraße » → « Marktplatz » → « Baesweilerweg » → « Werkstraße » → (interruption) → « Otto-Hahn-Straße » (?) → (interruption) →
  4. Übach-Palenberg (réunion des deux hypothèses) : « Brünestraße » / K27 →
  5. Baesweiler : « Übacher Weg » → « Carlstraße » → « Reyplatz » → « Breite Straße » → (interruption) → « Römerweg » → (???) →
  6. Aldenhoven : (chemin agricole) → (carrefour en étoile à 6 branches rectilignes) → « Sandgracht » → « Römerstraße » → (chemin agricole) →
  7. Engelsdorf (Aldenhoven) : « Freialdenhovener Weg » → « Lerchenweg »
  8. Koslar (Juliers) : « Wolfsgracht » (?) → « Theodor-Heuss-Straße » (?) → « Rathausstraße » → « Rurauenstraße » →
  9. Juliers (Jülich – Gulik – Juliacum) : « Rurauenstraße » → « Brückenkopfpark Jülich » → « Rurauenstraße » → (pont sur la Rour) → « Aachener Straße » → « Probst-Bechte Platz » → (interruption : citadelle)

##### vicusde Rimburg
Fouillé de 1926 à 1930 par O.E. Mayer, le vicus s'étend de part et d'autre du pont sur la Wurm.

##### Vicusde Baesweiler
Les traces romaines du Vicus de Baesweiler ont été découvertes en 1952 lors de travaux d'excavation. Croisement d'une plus petite chaussée orientée nord-sud

##### Vicus Iuliacum

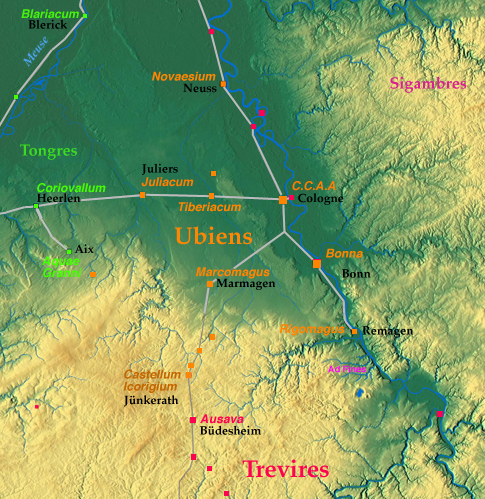
Topographie autour de CCAA, chaussées romaines, Limes et des Ubiens - proximité des Tongres et des Trévires - au-delà du Rhin, en Germanie: les Sigambres

Julius et -iacum, suffixe donné à un gouverneur romain. Le vicus Iuliacum est situé dans un coude de la Elle et proche de son confluent avec la Rour. La cité, appelée aujourd’hui Jülich en allemand, en français Juliers est située à l'est d'une petite rivière, la Rour. Il devait y avoir un pont sur l'Elle et la Rur.
La découverte d'une tuile de la sixième légion Victrix précise que ses soldats ont surveillé le passage de la rivière. L'inscription peut dater la présence de cette unité qui réprima en l'an 70 la révolte batave et avant l'an 121, quand elle fut transférée à la Grande-Bretagne.
Mentionnée sur la table de Peutinger, la cité devait avoir une certaine importance au IVe siècle.
Une statue de Jupiter, assis sur son trône, en grès peut être datée du premier tiers du IIIe siècle.
En 357, l'historien Ammianus Marcellinus décrit la ville ceinturée de 14 tours.

#### De Juliers à Bergheim - Zieverich
La chaussée va rejoindre Tiberiacum à 20 km.
1. Juliers : → « Römerstraße » → L136 → « Kölner Landstraße » → (chemin sans nom) → «Parkplatz an dem historischen Meilenstein » →
2. Niederzier : (interruption : mine de lignite) →
3. Elsdorf : (interruption : mine de lignite) → « Köln-Aachener Straße » → « Römerstraße » →
4. Grouven (Elsdorf) : « Römerstraße » →
5. Thorr (Bergheim) : « Römerstraße » →

##### Vicusd'Elsdorf
À 3 km de Thorr se trouve un vicus où on décèle une fourche vers une autre voie romaine. Découverte d'un gisant et de traces de tombes.
De la XVIe à la XIIIe borne 
Elle disparaît pendant 8 km (mine à ciel ouvert de lignite). Cette partie a été fouillée avant les excavations. On y découvre deux sarcophages et plusieurs bâtiments dont quatre villa rustica, et une dizaine de tombes.

##### Vicus Tiberiacumde Bergheim-Thorr
À 22 kilomètres de Cologne, Tiberiacum a toujours été identifié avec Bergheim. « C’est aujourd’hui Bertheim, qui conserve en quelque sorte son ancien nom, dont il a perdu la première syllabe. » lit-on dans l’encyclopédie. Depuis, les progrès de la linguistique permettent sans changer de lieu de reconnaître Zieverich à moins d’un kilomètre, comme évolution normale du nom Tiberiacum.
Tiberiacum était situé route de Cologne à Juliers entre les lieux d'aujourd’hui "Thorr" et "Grouven" à la hauteur de la XVIIe borne.
Très peu de vestiges archéologiques sont encore visibles. On y identifie néanmoins les traces de trois villa rustica. Le vicus Tiberiacum, cité par la table de Peutinger, devait être la dernière étape avant Cologne,.

#### De Bergheim-Zieverich à Cologne
1. Quadrath-Ichtendorf (Bergheim) : « Im Rauland » → (interruption) → « Rote-Kreuz-Straße » → (interruption) →
2. Königsdorf (Frechen) : « Alte Aachener Straße » → « Aachener Straße » →
3. Lindenthal (Cologne) – Müngersdorf (Cologne) – Belgisches Viertel (Cologne) : « Aachener Straße » →
4. Cologne : « Hahnentor » → « Mittelstraße » → « Neumarkt » → « Schildergasse »

À partir du lieu-dit zum Römerturm, la chaussée porte le nom de Römerstraße sur 1 200 m. Elle est coupée par le canal pour réapparaître Im Rauland, traverse la vieille route d'Aix, se prolonge sous la Rote Kreuz Straße pour disparaître sous un grand remblai de la mine proche. Elle ne réapparaît que 5 km plus loin (Alte Aachenerstraße) à Königsdorf et suit l’Aachener Straße pendant 13 km pour arriver au decumanus.

### Colonia Claudia Ara Agrippinensium (CCAA)
Colonia Claudia Ara Agrippinensium est une colonie romaine, actuellement Cologne, en allemand Köln.
L'enceinte romaine, construite en 70, était longue d'environ 4,5 km et comportait 21 tours et 9 portes.
À la porte ouest de la colonie, le decumanus, axe est-ouest d'une ville romaine (à Cologne la Schildergasse) se transformait en voie romaine.

## Galerie photographique

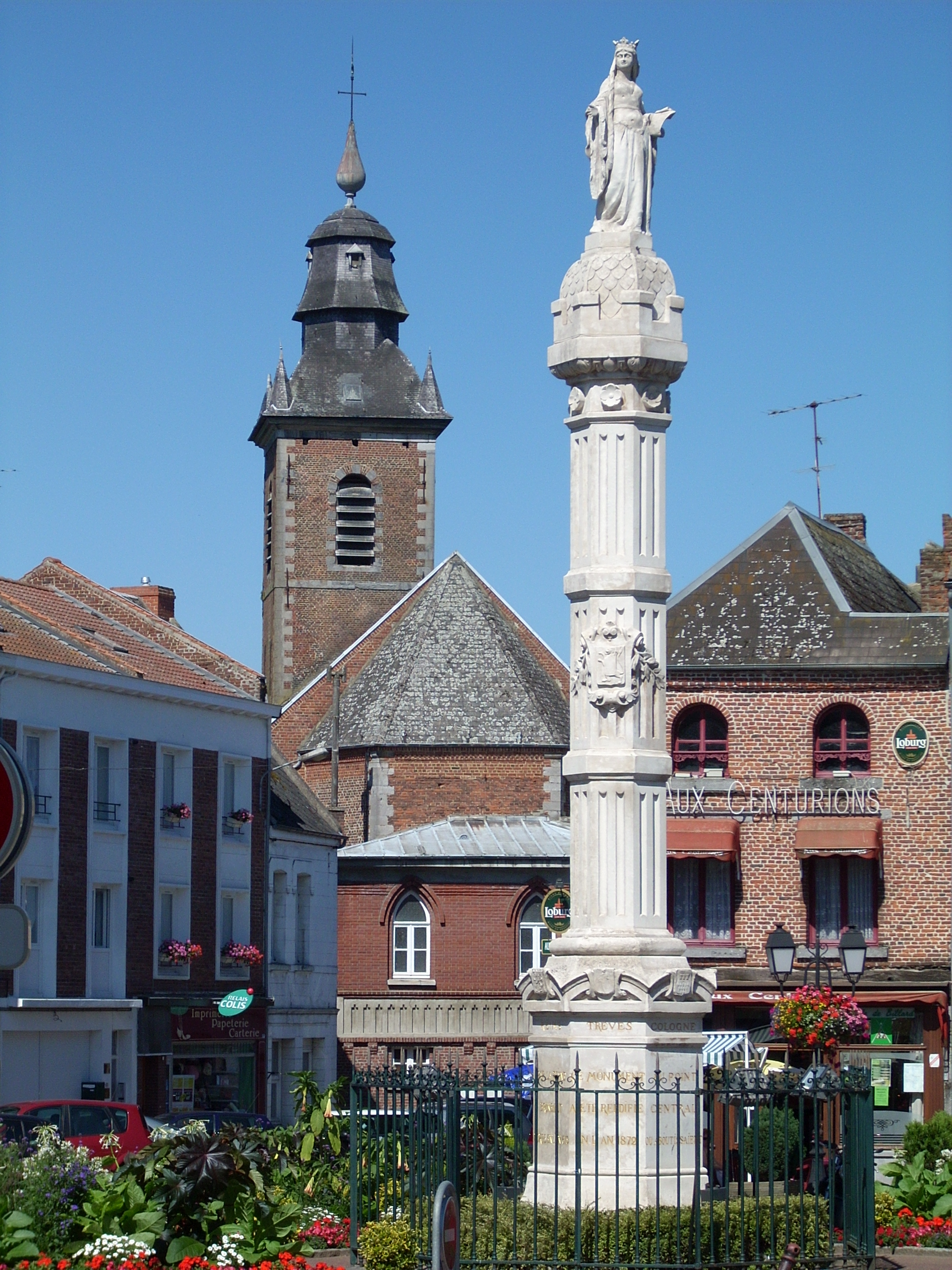
Bavay, La Colonne Brunehaut
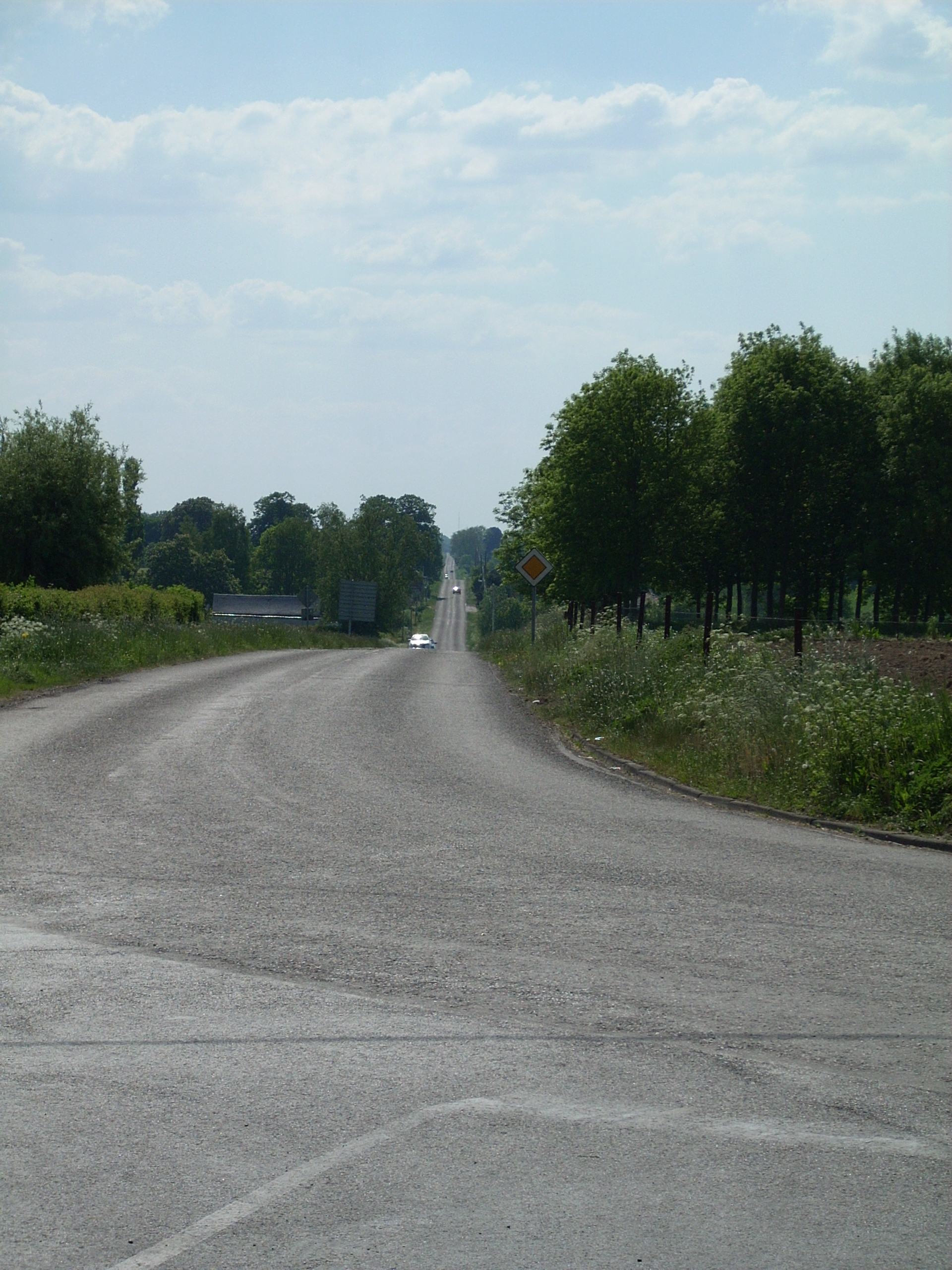
Malplaquet Route D932
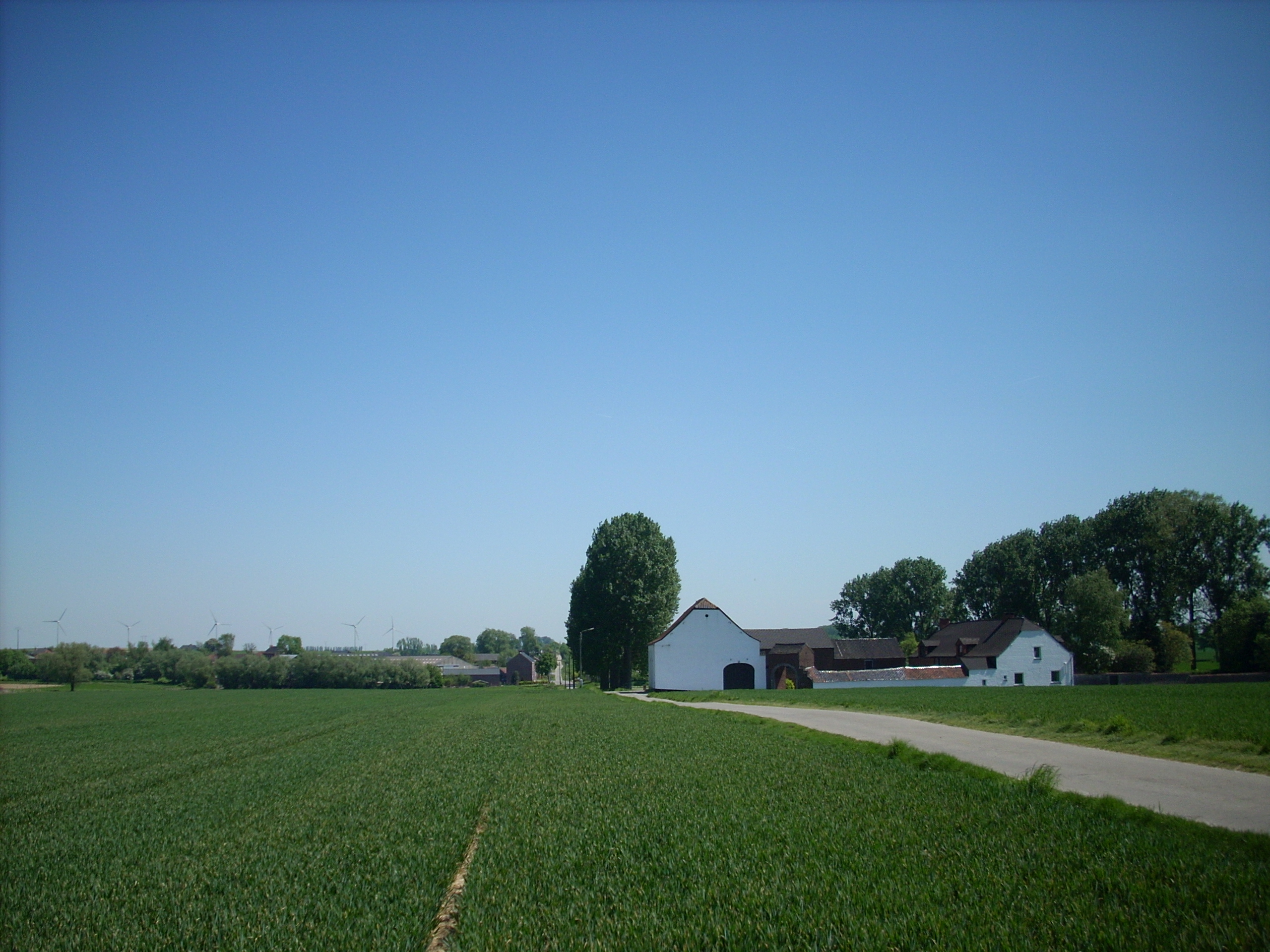
Les Bons Villers, Rue de la Couronne